# Утвенко Петро Дементійович
Утвенко Петро Дементійович, Дивинський Дід, дід Петро з Дивина (1 червня 1922, Дивин, Радомисльський повіт, Київська губернія, УСРР − 21 грудня 2004, Дивин, Брусилівський район, Житомирська область, Україна) — учасник Другої світової війни, знахар, цілитель з Житомирщини, якого дехто називав «українською Вангою».

## Життєпис
Петро Утвенко народився у селі Дивин Радомисльського повіту Київської губернії. Нащадок місцевих козаків-українців, які судячи за все переселились з Гетьманщини і осіли тут після подій Коліївщини і розпаду Речі Посполитої, включення земель Правобережжя до складу губерній Російської імперії, про що свідчить зокрема присутність прізвища Утвенко у документах Чернігівського полку епохи Гетьманщини.
Рано втратив батька, ледве сам пережив Голодомор 1933 року.
У лихоліття 1940-х як і багато його однолітків був мобілізований до лав Червоної армії, потрапив на фронт. Кавалер Орденів Слави, двох медалей «За відвагу». Був навідником 45-міліметрової гармати. Пройшов з боями від рідного села аж до Ельби, дістав 11 поранень і 8 контузій.
Після війни жив і працював у своєму селі. Хоча про нього писали мало, але прославився на всю Українську Республіку і весь Радянський Союз як великий цілитель, до нього за порадою не раз приїжджали правлячі керівники країни.
Неодноразово запрошували емігрувати, щоб практикувати закордоном, але він щоразу відмовлявся.
Помер і похований у рідному Дивині.

## Сім'я
Батько Дементій Утвенко. Жінка Любов Микитівна Романенко (13.12.1922 — 10.06.2009), син Іван Петрович Утвенко (03.04.1943 — 16.01.2004).